# Japanischer Fußball-Supercup 2009
Der japanische Fußball-Supercup 2009 wurde am 28. Februar 2009 zwischen dem japanischen Meister 2008 Kashima Antlers und dem Kaiserpokal-Sieger 2008 Gamba Osaka ausgetragen.

## Spielstatistik
| Paarung         | Kashima Antlers – Gamba Osaka |
| Ergebnis        | 3:0 (3:0) |
| Datum           | 28. Februar 2009 um 13:35 Uhr |
| Stadion         | Nationalstadion, Tokio |
| Zuschauer       | 34.634 |
| Schiedsrichter  | Toshimitsu Yoshida |
| Tore            | 1:0 Shinzō Kōroki (6.) 2:0 Marquinhos (14.) 3:0 Takuya Nozawa (39.) |
| Kashima Antlers | Hitoshi Sogahata – Atsuto Uchida, Daiki Iwamasa , Masahiko Inoha, Tōru Araiba – Takeshi Aoki, Masashi Motoyama (52. Chikashi Masuda), Takuya Nozawa, Danilo – Shinzō Kōroki (89. Yūya Ōsako), Marquinhos (87. Yūzō Tashiro) Cheftrainer: Oswaldo de Oliveira ( Brasilien)   |
| Gamba Osaka     | Yōsuke Fujigaya – Sōta Nakazawa (45. Park Dong-hyeok), Satoshi Yamaguchi , Kazumichi Takagi (45. Ryūji Bando) – Shin’ichi Terada, Tomokazu Myōjin, Hideo Hashimoto, Michihiro Yasuda, Yasuhito Endō – Lucas, Masato Yamazaki (69. Hayato Sasaki) Cheftrainer: Akira Nishino |
| Gelbe Karten    | Masashi Motoyama (44.) – Sōta Nakazawa (33.), Yasuhito Endō (38.), Lucas (44.), Masato Yamazaki (51.), Ryūji Bando (88.) |

### Auswechselspieler
| Auswechselspieler | Auswechselspieler |
| --- | --- |
| Kashima Antlers | Gamba Osaka |
| - Chikashi Masuda (52.) ▲ - Yūzō Tashiro (87.) ▲ - Yūya Ōsako (89.) ▲ - Hideaki Ozawa - Gō Ōiwa - Park Joo-ho - Ryūta Sasaki | - Park Dong-hyeok (45.) ▲ - Ryūji Bando (45.) ▲ - Hayato Sasaki (69.) ▲ - Naoki Matsuyo - Takumi Shimohira - Takuya Takei - Shōki Hirai |

## Supercup-Sieger Kashima Antlers
|  | Kashima Antlers |
|  | - Tor: Hitoshi Sogahata, Hideaki Ozawa - Abwehr: Atsuto Uchida; Daiki Iwamasa; Masahiko Inoha; Tōru Araiba; Gō Ōiwa - Mittelfeld: Takeshi Aoki; Masashi Motoyama; Takuya Nozawa; Danilo; Park Joo-ho; Chikashi Masuda - Angriff: Shinzō Kōroki; Marquinhos; Yūzō Tashiro; Ryūta Sasaki; Yūya Ōsako |
|  | Trainer: Oswaldo de Oliveira |